# 금강처녀이끼
금강처녀이끼(학명: Hymenophyllum oligosorum)는 한국·중국·일본·대만·인도네시아·태국·인도·부탄·네팔 등 아시아 대륙에서 주로 분포하는 처녀이끼과에 속한 처녀이끼의 한 종류이다.